# Lennart Fuchs
Lennart Heinz Fuchs (* 4. Juli 1999) ist ein deutscher Volleyballspieler.

## Karriere
Fuchs begann seine Karriere beim SC Ransbach-Baumbach. 2017 wurde er an den TSV Unterhaching ausgeliehen und gewann mit dem Verein die deutsche U20-Meisterschaft. 2019 wechselte der Zuspieler zur TGM Mainz-Gonsenheim und spielte mit dem Verein in der Zweiten Liga Süd. Als die Mainer 2022 den Klassenerhalt verpassten, ging Fuchs zum Ligakonkurrenten TV/DJK Hammelburg. Auch Hammelburg stieg aus der Zweiten Liga ab. Fuchs zog weiter zum ebenfalls in der zweiten Liga aktiven TV Bühl. Mit dem Verein erreichte er in der Saison 2023/24 den vierten Platz in der Liga. Danach wechselte er zum Erstligisten Baden Volleys SSC Karlsruhe.